# Berlin-Französisch Buchholz
Französisch Buchholz (kurz: Buchholz) ist ein Berliner Ortsteil des Bezirks Pankow, der sich aus einem früheren Siedlungsgebiet im 13. Jahrhundert entwickelte. Seinen Namen erhielt der Ort, weil sich Ende des 17. Jahrhunderts hier zahlreiche Hugenottenfamilien als Glaubensflüchtlinge aus Frankreich niederließen.

## Geschichte

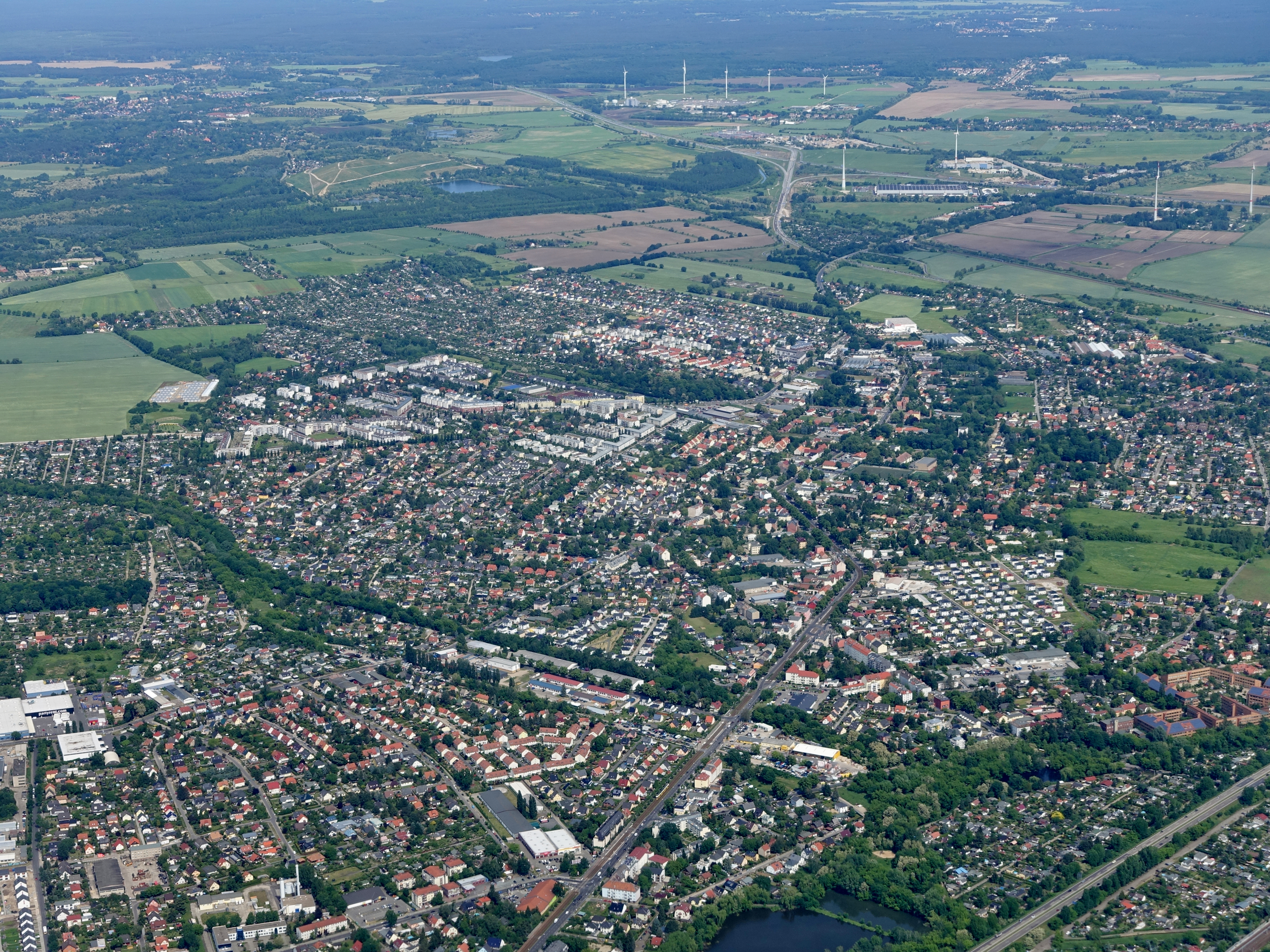
Luftaufnahme von Französisch Buchholz, 2018

### Von der Gründung bis zum Ende des 19. Jahrhunderts
Das Angerdorf Buchholz wurde wie die meisten Dörfer auf dem südlichen Barnim wahrscheinlich um 1230 gegründet. Erstmals wird das Dorf Buckholtz in einer Urkunde von 1242 als Grenzort von Schönerlinde erwähnt. Das Landbuch Karls IV. von 1375 weist für Buchholz 52 Hufen aus, davon vier Pfarrhufen und eine Kirchhufe. Acht Freihufen gehörten denen von Bredow. Das Dorf hatte einen Krug. Die aus Feldsteinquadern errichtete Dorfkirche wurde bereits am Anfang der zweiten Hälfte des 13. Jahrhunderts errichtet und steht unter Denkmalschutz.
Nach zahlreichen Wechseln der Grundherrschaft (von Schlieben, von Thümen und von Röbel) kam Buchholz im Jahre 1670 in den Besitz des Kurfürsten Friedrich Wilhelm, der bereits seit 1641 Anteile besaß. Da nach dem Dreißigjährigen Krieg viele Kossäten- und Bauernhöfe in Buchholz verwüstet oder verlassen waren, wurde im Ergebnis des Edikts von Potsdam 1685 durch den Staatsminister Joachim Ernst von Grumbkow eine „französische Kolonie“ durch Ansiedlung von Hugenotten gebildet. So ließen sich 1687 die ersten zehn Bauern- und sechs Gärtnerfamilien aus Frankreich hier nieder. 1688 sind bereits 87 Siedler nachweisbar. Sie bauten hier bisher unbekannte Pflanzen wie grüne Bohnen, Blumenkohl, Spargel, Artischocken sowie verschiedene Küchenkräuter an und pflanzten Obstbäume. Ab etwa 1750 bürgerte sich die Bezeichnung Französisch Buchholz ein. Das Dorf wurde zu einem beliebten Ausflugsziel der Berliner. Aus diesem Jahr stammt auch eine Radierung Wallfahrt nach Frantzösch Buchholz von Daniel Chodowiecki. Jean-Pierre Blanchard führte 1788 seine erste bemannte Freiballonfahrt Berlins vor und landete vom Tiergarten kommend mit seinem „Luftball“ in Buchholz. Von 1817 bis 1913 trug der Ortsteil offiziell den Namen Französisch-Buchholz.

### Im 20. Jahrhundert
Ab 1913 nannte sich die Gemeinde aufgrund antifranzösischer Ressentiments und im Vorlauf des Ersten Weltkriegs in Berlin-Buchholz um. Bis zur Eingemeindung in das Gebiet Groß-Berlins im Jahr 1920 gehörte der Ort zum Landkreis Niederbarnim in der preußischen Provinz Brandenburg.
Nach dem Ende des Zweiten Weltkriegs wurde Buchholz Teil des sowjetischen Sektors von Berlin. Rund um das ehemalige Zentrum des Lehnschulzendorfes hatte sich schrittweise eine Mischbebauung aus ein- bis viergeschossigen Wohnbauten herausgebildet. Außerdem prägten Gartenbaubetriebe, Kleinindustrie, Kleingärten und Werkstätten von Handwerkern den Ortsteil.
Erwähnenswert ist das 1965–1967 im Auftrag der GPG ‚Kleeblatt‘ nach dem Entwurf des Architektenkolletivs G. Hänelt errichtete Gewächshauskombinat an der Berliner Straße 45. Die Gebäude umfassten ein Mehrzweckgewächshaus in Stahl-Glas-Kombination (rund 2,5 Hektar Nutzfläche) zur industriellen Produktion von Frühgemüse und Zierpflanzen, ein leistungsfähiges Heizwerk (vier Kessel mit zusammen 7,2 Millionen Kilokalorien) sowie ein Sozialgebäude, das der Architekt Henry Reichard geplant hatte.
Nach dem Mauerfall wurde auf Anregung mehrerer regionaler Vereine der Ortsteil am 30. Mai 1999 durch die Bezirksverordnetenversammlung Pankow rückbenannt und erhielt so nach 86 Jahren wieder den früheren Namen. Auf der Gedenktafel zur Wiederbenennung heißt es:

„Im Bewusstsein unserer deutsch-französischen Tradition eines fruchtbaren Zusammenwirkens in Toleranz und gegenseitiger Achtung steht dieser Name für das Verbindende, das Historische und das Neue.“

In den späten 1990er Jahren entstanden im Westen des Ortsteils umfangreiche Neubaugebiete. Gebaut wurden überwiegend mittelhohe Mietshäuser entlang des Rosenthaler Wegs und der Triftstraße, ergänzt durch Schul- und Sportbauten sowie Einzelhandel und Grünanlagen.
Die im Norden des Ortsteils liegenden Karower Teiche wurden 1994 zum Naturschutzgebiet erklärt.

### Im 21. Jahrhundert
Ein im Jahr 2018 vom Berliner Senat veröffentlichter Stadtentwicklungsplan sieht vor, dass ein bisher brachliegendes Areal von etwa sieben Hektar um den Ortskern zu einer Mischnutzung umstrukturiert wird. Außerdem soll nach diesem Projekt auf der Ostseite der Berliner Straße eine rund 23 Hektar große Fläche zur Wohnbebauung dienen; vorgesehen sind rund 550 neue Wohnungen bis zum Jahr 2025.
An der Schönerlinder Straße soll das Wohngebiet Alte Schäferei mit bis zu 3900 Wohnungen entstehen. Die Rahmenplanung wurde 2023 abgeschlossen. Zwei neue S-Bahnhöfe an der Linie S8 (Schönerlinder Straße und Bucher Straße) sollen errichtet werden.

## Bevölkerung
| Jahr | Einwohner |
| ---- | --------- |
| 1858 | 00.865    |
| 1871 | 01.154    |
| 1880 | 01.428    |
| 1890 | 01.833    |
| 1900 | 03.157    |
| 1910 | 04.697    |
| 1919 | 04.906    |
| 1925 | 05.175    |
| 1939 | 11.456    |
| 1946 | 11.914    |
| 1950 | 12.104    |
| 1963 | 08.760    |

| Jahr | Einwohner |
| ---- | --------- |
| 2000 | 14.539    |
| 2007 | 18.407    |
| 2010 | 19.207    |
| 2015 | 20.423    |
| 2020 | 21.449    |
| 2021 | 21.467    |
| 2022 | 21.709    |
| 2023 | 21.888    |
| 2024 | 21.823    |

Quelle ab 2007: Statistischer Bericht A I 5. Einwohnerregisterstatistik Berlin. Bestand – Grunddaten. 31. Dezember. Amt für Statistik Berlin-Brandenburg (jeweilige Jahre)

## Sehenswürdigkeiten
Unter Denkmalschutz stehen unter anderem der Dorfanger und das Vorwerk Sperlingslust.

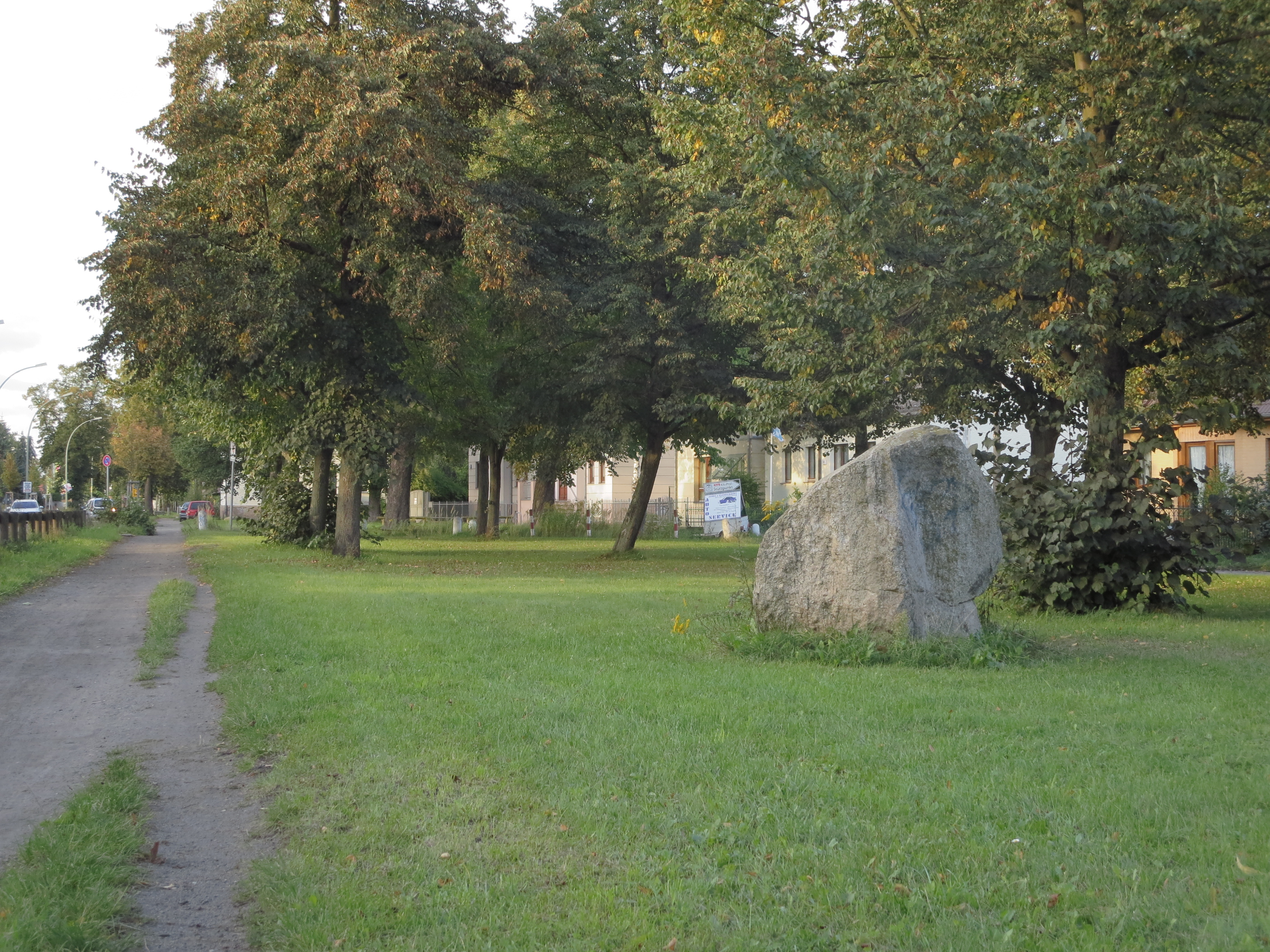
Dorfanger
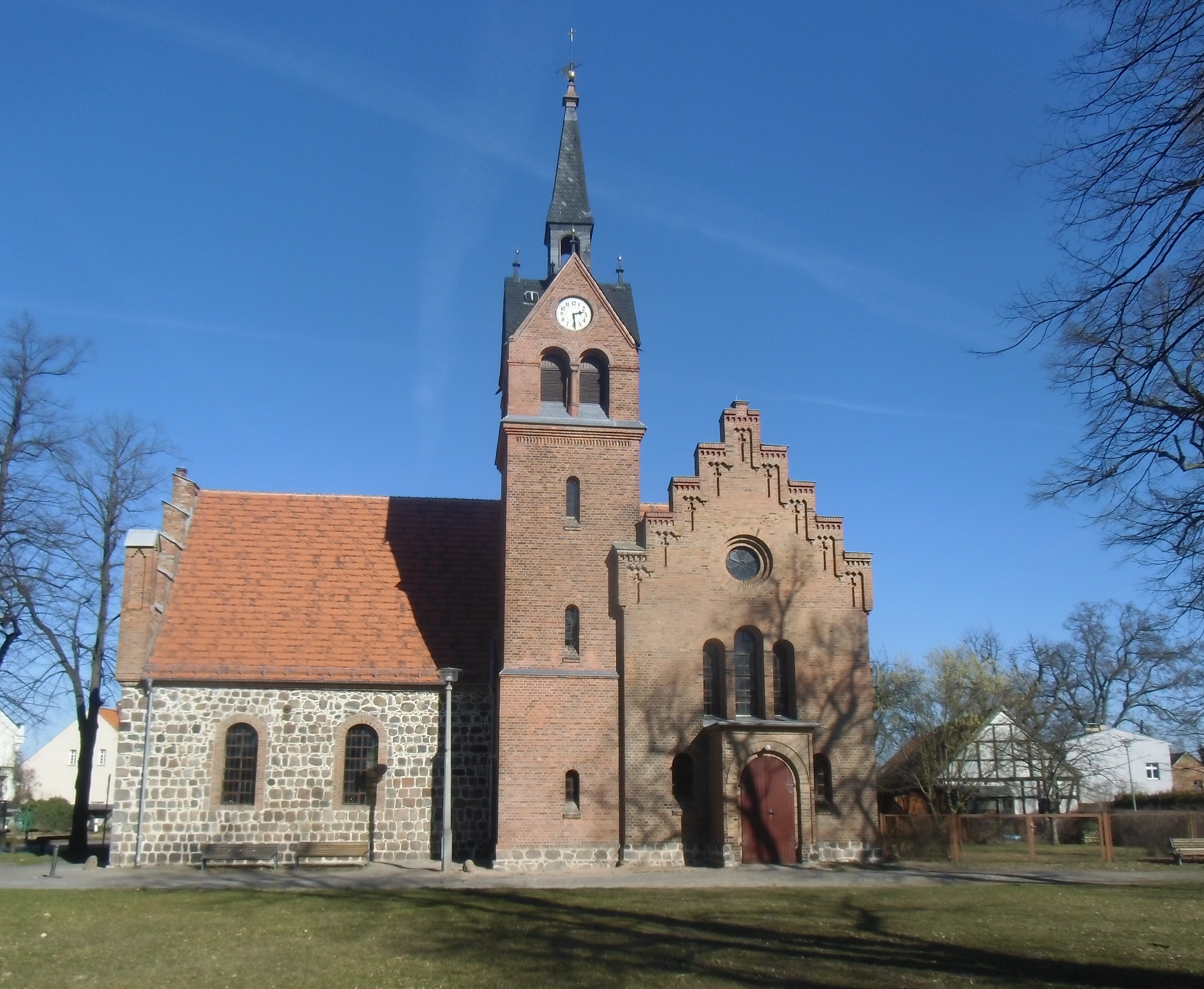
Dorfkirche
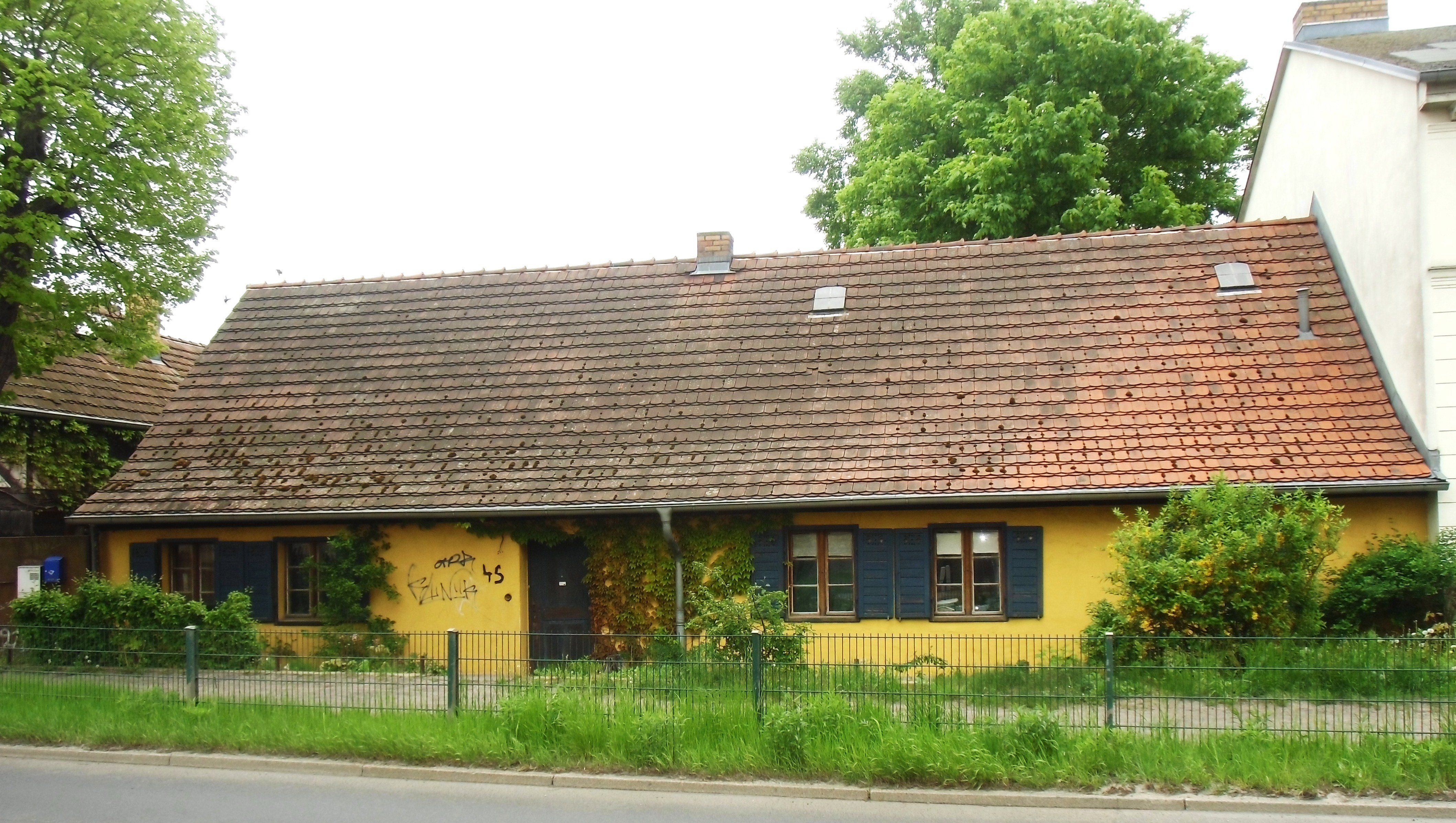
Kossätenhof
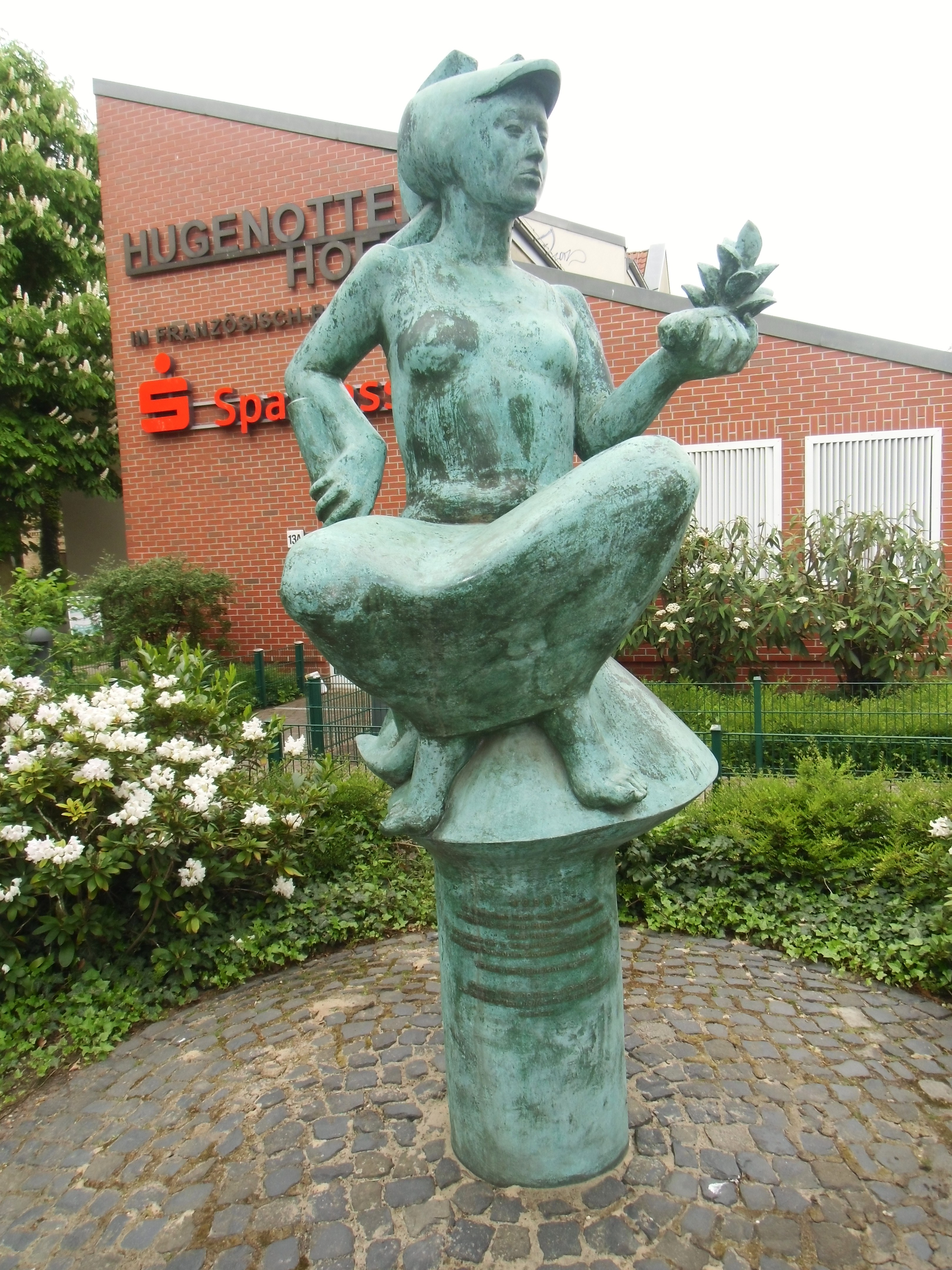
Friedensdenkmal der Hugenottengemeinde
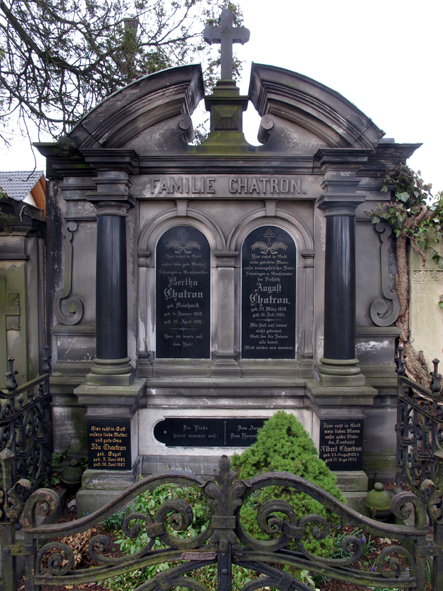
Kolonistengrab der Familie Chatron auf dem Friedhof
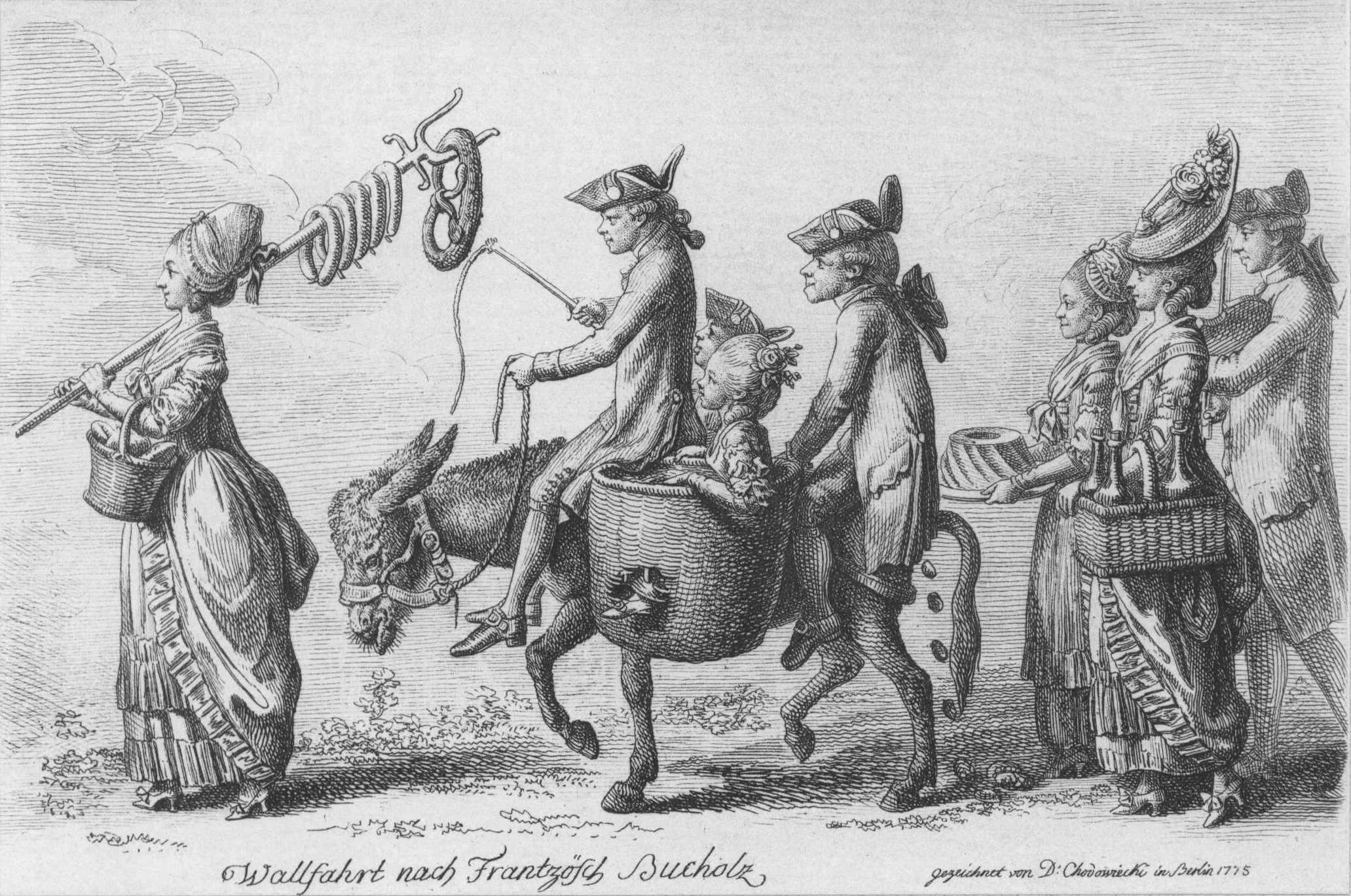
Wallfahrt nach Frantzösch Buchholz (Radierung von Daniel Chodowiecki)
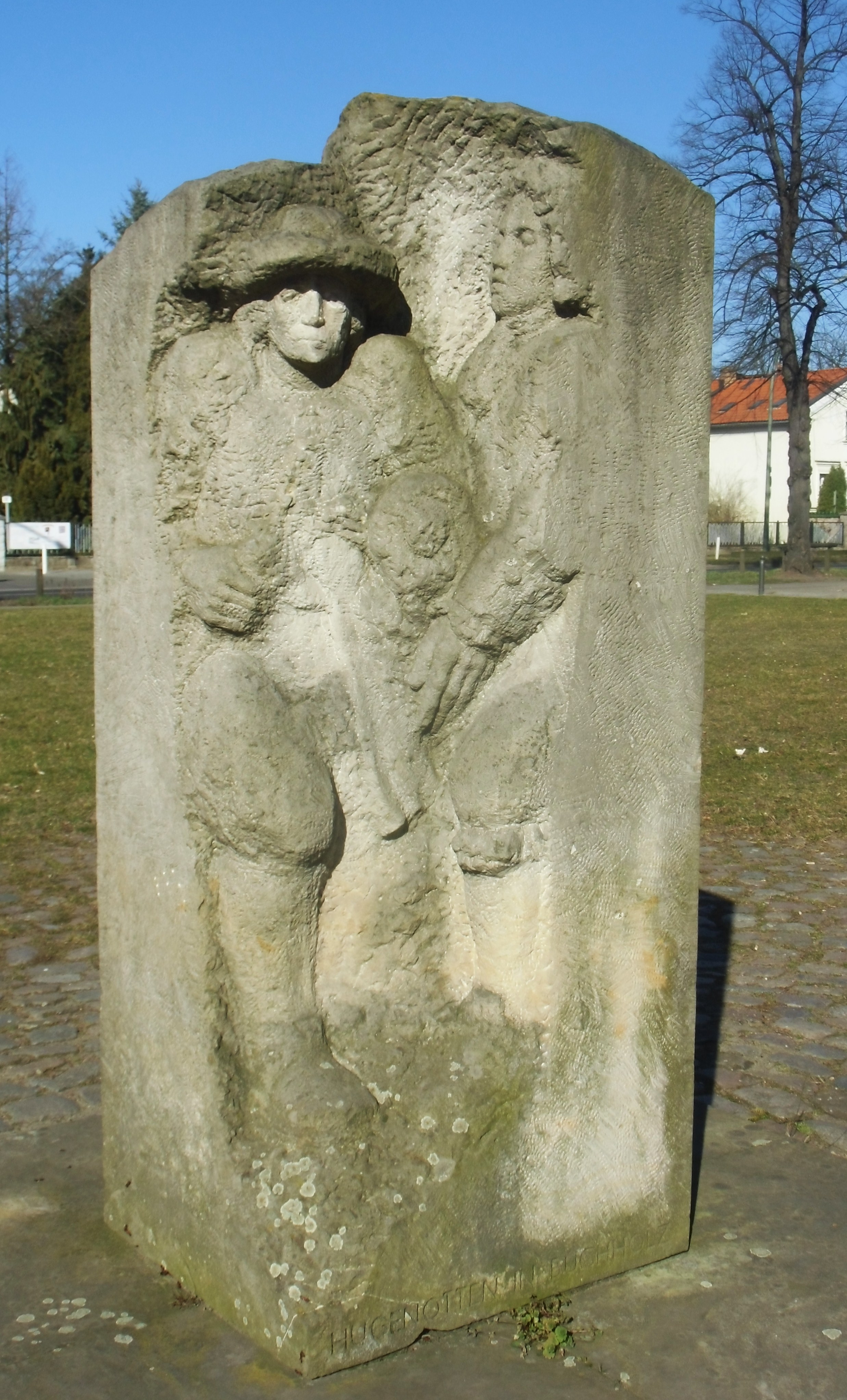
Hugenotten in Berlin (Plastik)

## Wirtschaft
Bis 2015 hatte die Feuerwerksfirma Pyrofa (Silberhütte Pyrotechnische Fabrik Buchholz) hier ihren Sitz. Die Herstellung von Feuerwerkskörpern hatte Anfang des 20. Jahrhunderts begonnen, auch eine Art Fabrikverkauf war in den 1980er Jahren möglich. Als nach der politischen Wende die bis dahin staatlichen Betriebe aufgelöst oder verkauft wurden, erwarb die Diehl-Gruppe die gesamte Einrichtung von der Treuhandanstalt für eine symbolische D-Mark. Die Produktion lief noch einige Jahre, dann verkaufte das Management die Feuerwerkssparte an einen chinesischen Hersteller. Anfang der 2010er Jahre wurden die Fabrikhallen in Französisch Buchholz abgerissen und das Gelände beräumt. Vermutlich dient es nun als Reservefläche für spätere Investoren.

## Verkehr

### Öffentlicher Personennahverkehr

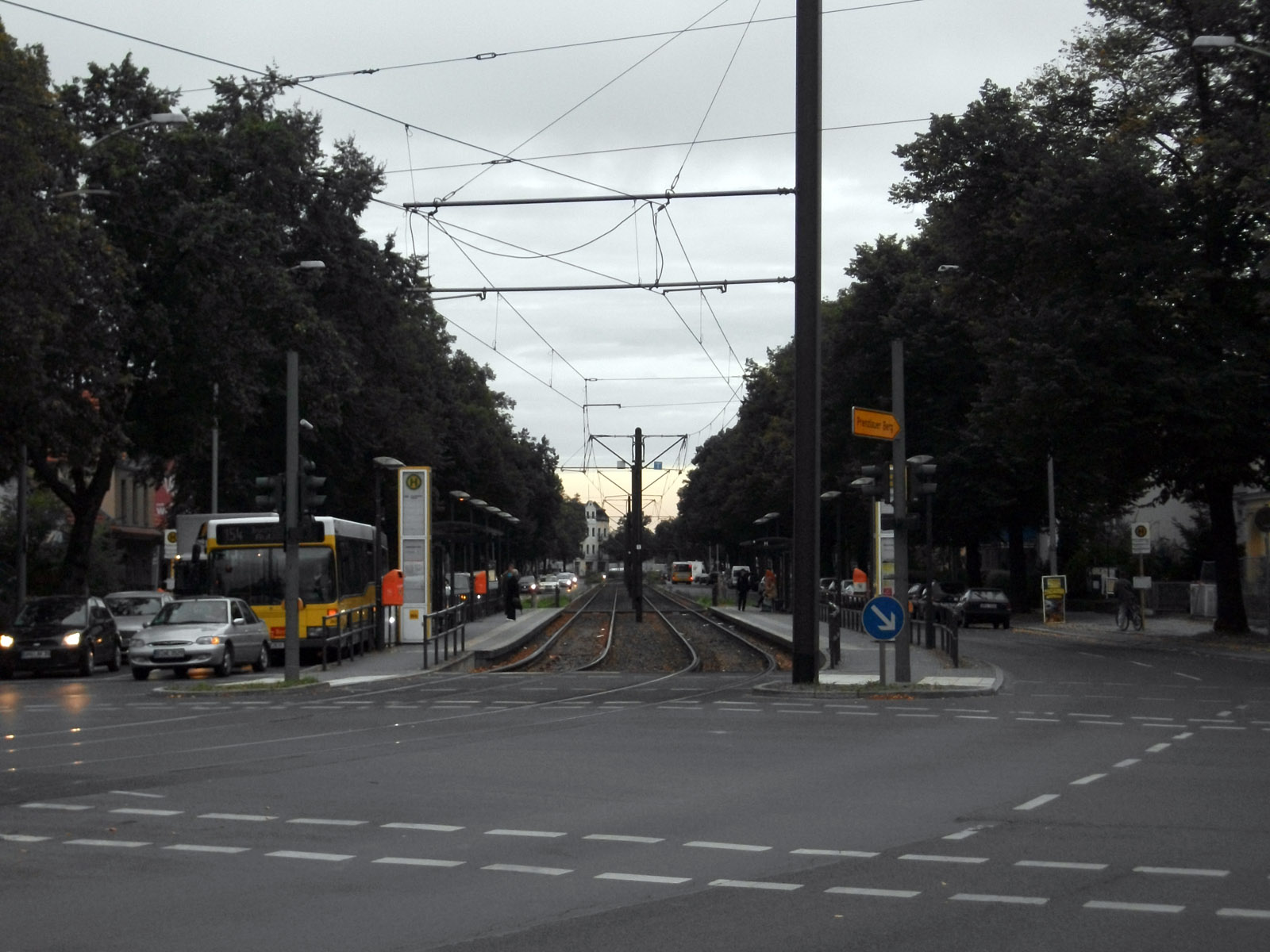
Berliner Straße, Hauptverkehrsachse des Ortsteils

Im Jahr 1860 erhielt der Berliner Vorort eine Pferdeomnibusverbindung, die ab 1866 zum Berliner Alexanderplatz verkehrte. Ab 1877 bestand eine weitere Verbindung zum Bahnhof Blankenburg, die ab 1895 zum Bahnhof Pankow-Heinersdorf geführt wurde. Im Jahr 1904 löste die gemeindeeigene Pferdebahn die Berliner Pferdebahn ab.
Mit der Elektrifizierung des Straßenbahnverkehrs wandelte sich die frühere Pferdebahn im Jahr 1907 zur Straßenbahnlinie, die zwischen der Kirche in Buchholz und der Berliner Innenstadt fuhr. Bis 1953 verkehrten die Linien 24 und 49, dann wurde die Linie 24 eingestellt.
Die Linie 49 stellte seitdem die Verbindung zum S-Bahnhof Pankow-Heinersdorf im Nachbarortsteil Pankow und weiter in die Berliner Innenstadt her. 1993 wurde das Berliner Liniennetz neu geordnet. Dadurch erhielt die Linie die Nummer 50. Im Jahr 2000 wurde die Straßenbahnlinie von der Endstation Französisch Buchholz, Kirche bis zur Guyotstraße verlängert, um das dortige Neubaugebiet an das Netz anzuschließen.
Der Güterbahnhof Berlin-Buchholz lag an der Industriebahn Tegel–Friedrichsfelde, welche in den 1990er Jahren stillgelegt wurde.
Die nächstgelegenen S-Bahnhöfe sind Blankenburg und Pankow-Heinersdorf außerhalb des Ortsteils. Die Errichtung von S-Bahnhöfen an der Schönerlinder Straße und an der Bucher Straße im Streckenverlauf der S-Bahn-Linie S8 auf dem Berliner Außenring ist langfristig geplant.
Die Buslinie 154 verbindet Buchholz über den benachbarten S-Bahnhof Blankenburg mit dem Berliner Nordosten. Die Linie 124 verkehrt von Französisch Buchholz über den S- und U-Bahnhof Wittenau bis nach Heiligensee. Des Weiteren bietet die Linie 259 eine Verbindung über Buch und Lindenberg nach Weißensee und die Linie 150 eine Verbindung über Blankenburg und Karow ebenfalls nach Buch an.

### Individualverkehr
Hauptverkehrsstraße von Französisch Buchholz ist in Nord-Süd-Richtung der Straßenzug Schönerlinder Straße – Berliner Straße – Pasewalker Straße.
Die Bundesautobahn 114 verläuft mit den Anschlussstellen Schönerlinder Straße, Bucher Straße und Pasewalker Straße auf dem Gebiet des Ortsteils und setzt sich nach dem Autobahnende in der Prenzlauer Promenade in Richtung Berliner Innenstadt fort.

## Persönlichkeiten
- Franz Carl Achard (1753–1821), Entwickler des Zuckergewinnungsverfahrens aus Rüben, Gutsbesitzer in Französisch Buchholz
- Willy Werner (1868–1931), Maler, lebte in Französisch Buchholz
- King Repp (1898–1968), Jongleur, lebte in Französisch Buchholz
- Helmut Faeder (1935–2014), Fußballspieler, in Französisch Buchholz geboren